# Tima Budsijewna Turijewa
Tima Budsijewna Turijewa (russisch Тима Будзиевна Туриева; * 22. Juni 1992) ist eine russische Gewichtheberin. Sie wurde 2013 Weltmeisterin in der Gewichtsklasse bis 63 kg Körpergewicht.

## Werdegang
Tima Turijewa stammt aus Chimki-Digora in der russischen Teilrepublik Nord-Ossetien. Dort begann sie auch als Jugendliche mit dem Gewichtheben. 2011 wechselte sie der besseren Trainingsbedingungen wegen nach Wladikawkas und 2013 nach Moskau. Sie entwickelte sich, trotz ihres noch jugendlichen Alters, in wenigen Jahren zu einer Weltklasse-Athletin.
2008 belegte sie bei der russischen Junioren-Meisterschaft (U 17) in der Gewichtsklasse bis 63 kg mit einer Zweikampfleistung von 175 kg (80–95) den 4. Platz. 2009 gewann sie bei der gleichen Meisterschaft in der Gewichtsklasse bis 58 kg mit der gleichen Leistung wie 2008 den russischen Junioren-Meistertitel. Sie wurde daraufhin bei der Junioren-Weltmeisterschaft (U 17), die im Mai 2009 in Chian Mai/Thailand stattfand, eingesetzt und steigerte sich in der Gewichtsklasse bis 58 kg im Zweikampf auf 186 kg (86–100). Ihre erste Medaille bei einer internationalen Meisterschaft gewann sie im September 2009. Sie kam dabei bei der Junioren-Europameisterschaft (U 17) in Eilat in der Gewichtsklasse bis 63 kg im Zweikampf auf 200 kg (90–110) und belegte damit den 2. Platz. Im Reißen wurde sie sogar Junioren-Europameisterin. Das war ihr erster internationaler Meistertitel, den sie gewann.
2010 wurde Tima Turijewa wieder russische Juniorenmeisterin, diesmal aber in der Altersgruppe U 20. Dabei kam sie in der Gewichtsklasse bis 63 kg auf 217 kg (96–121). Im Juni 2010 belegte sie bei der Junioren-Weltmeisterschaft (U 20) in Sofia in der Gewichtsklasse bis 63 kg mit 217 kg (98–119) hinter der Chinesin Li Yating, die auf 223 kg (98–125) kam, den 2. Platz. Genau ein Jahr später, im Juni 2011, gewann sie dann in Penang den Junioren-Weltmeistertitel (U 20). Sie erzielte dabei in der Gewichtsklasse bis 63 kg im Zweikampf 229 kg (102–127).
2012 wurde Tima Turijewa russische Juniorenmeisterin (U 20) in der Gewichtsklasse bis 69 kg. Ihre Leistung betrug dabei 237 kg (107–130). Bei der Junioren-Weltmeisterschaft (U 20) in Antigua startet sie in der gleichen Gewichtsklasse und erzielte im Zweikampf 234 kg (104–130), die aber nur zum 4. Platz reichten. Im Dezember 2012 wurde sie aber in Eilat Junioren-Europameisterin (U 20). Dabei erzielte sie in der Gewichtsklasse bis 69 kg im Zweikampf 238 kg (108–130). Ende 2012 wechselte sie wegen der besseren Trainingsbedingungen von Wladikawkas nach Moskau und trainiert dort in einem Leistungszentrum des russischen Gewichtheber-Verbandes.
Im März 2013 bewies sie, dass das richtig war, denn sie steigerte sich bei der russischen Juniorenmeisterschaft (U 23) in der Gewichtsklasse bis 69 kg im Zweikampf auf 247 kg (112–135). Danach wurde sie gezielt auf die Weltmeisterschaft der Frauen in Wrocław vorbereitet. Sie verzichtete deswegen auch auf einen Start bei der russischen Meisterschaft der Frauen. Alles Maßnahmen, die sich bei der Weltmeisterschaft, bei der sie in die Gewichtsklasse bis 63 kg abtrainierte, positiv auswirkten. Tima Turijewa erzielte in Wrocław im Zweikampf 252 kg (112–140) und gewann mit diesen Leistungen die Weltmeistertitel im Zweikampf, im Reißen und im Stoßen.
Im April 2014 wurde Tima Turijewa in Tel Aviv auch Europameisterin in der Gewichtsklasse bis 63 kg. Sie brauchte dabei mangels gleichwertiger Konkurrentinnen nicht an ihre Leistungsgrenzen gegen. Es reichte ihr deshalb eine Zweikampfleistung von 236 kg (105–131) zum Titelgewinn. Auch in den Einzeldisziplinen Reißen und Stoßen gewann sie jeweils die Goldmedaille.

## Internationale Erfolge
| Jahr | Platz | Wettbewerb                                | Gewichtsklasse | Ergebnisse |
| 2009 | 5.    | Junioren-WM (U 17) in Chiang Mai/Thailand | bis 58 kg      | mit 186 kg (86–100); Siegerin: Deng Wei, China, 222 kg (98–124) |
| 2009 | 2.    | Junioren-WM (U 17) in Eilat               | bis 63 kg      | mit 200 kg (90–110), hinter Ljubow Nowoselowa, Russland, 205 kg (90–115)                                                                                                  |
| 2010 | 2.    | Junioren-WM (U 20) in Sofia               | bis 63 kg      | mit 217 kg (98–119), hinter Li Yating, China, 223 kg (98–125) |
| 2011 | 1.    | Junioren-WM (U 20) in Penang              | bis 63 kg      | mit 229 kg (102–127), vor Karina Goritschewa, Kasachstan, 227 kg (100–127) und Rim Jong-sim, Nordkorea, 225 kg (97–128)                                                   |
| 2012 | 4.    | Junioren-W (U 20) in Antigua              | bis 69 kg      | mit 234 kg (104–130), hinter Schasira Schapparkul, Kasachstan, 239 kg (106–133), Winiya Suwannaratana, Thailand, 235 kg (105–130) und Tian Wenju, China, 234 kg (102–132) |
| 2012 | 1.    | Junioren-EM (U 20) in Eilat               | bis 69 kg      | mit 238 kg (108–130), vor Wiyaleta Sechka, Weißrussland, 224 kg (97–127)                                                                                                  |
| 2013 | 1.    | WM in Wrocław                             | bis 63 kg      | mit 252 kg (112–140), vor Jo Pok-hyang, Nordkorea, 249 kg (109–140) und Deng Mengrong, China, 244 kg (108–136)                                                            |
| 2014 | 1.    | EM in Tel Aviv                            | bis 63 kg      | mit 236 kg (105–131), vor Nadeschda Lomonowa, Russland, 233 kg (103–130) und Julija Kalina, Ukraine, 228 kg (103–125)                                                     |

## Russische Meisterschaften
| Jahr | Platz | Altersgruppe    | Gewichtsklasse | Ergebnisse                                                    |
| 2008 | 4.    | Junioren (U 17) | bis 63 kg      | mit 175 kg (80–95)                                            |
| 2009 | 1.    | Junioren (U 17) | bis 58 kg      | mit 175 kg (80–95), vor Maria Charlowa, 163 kg (72–91)        |
| 2010 | 1.    | Junioren (U 20) | bis 63 kg      | mit 217 kg (96–121), vor Olga Afanasjewa, 215 kg (97–118)     |
| 2011 | 1.    | Junioren (U 20) | bis 63 kg      | mit 225 kg (103–122), vor Maria Kanewa, 212 kg (94–118)       |
| 2012 | 1.    | Junioren (U 20) | bis 69 kg      | mit 237 kg (107–130), vor Swetlana Lobanowa, 226 kg (103–123) |
| 2013 | 1.    | Junioren (U 23) | bis 69 kg      | mit 247 kg (112–135), vor Maria Subowa, 245 kg (110–135)      |

## WM- und EM-Einzelmedaillen
- WM-Goldmedaillen: 2013/Reißen – 2013/Stoßen
- EM-Goldmedaillen: 2014/Reißen – 2014/Stoßen

Erläuterungen
- alle Wettkämpfe im Zweikampf, bestehend aus Reißen und Stoßen
- WM = Weltmeisterschaft, EM = Europameisterschaft